# Vizantea-Livezi
Vizantea-Livezi (magyarul: Vizánta) település Romániában, Moldvában, Vrancea megyében.

## Fekvése
Északnyugat Vrancea megyében fekvő település.

## Leírása
A település és környéke az itt folytatott régészeti kuatások szerint már a neolit korban is lakott volt. Területén a hallstatti kultúra nyomait tárták fel.
Vizantea-Livezi községközpont. A mai település 1968-ban alakult ki 5 faluból: Livezile, Mesteacănu, Piscu Radului, Vizantea Mănăstirească, Vizantea Răzășească településrészekből.
A 410 méter magasan fekvő Vizantea kedvelt üdülő- és fürdőhely, melynek jódos, klóros forrásait sokan felkeresik.
Az itt található Vizanteai kolostort (Mănăstirea Vizantea) még Ieremia Movilă fejedelem (1565-1606) alapította. A kolostor mai formája a 16. században, a fejedelem uralkodása idején alakult ki. A kolostor napjainkra ugyan már lerombolódó formában van, de temploma még fennáll.

## Nevezetességek
- Vizántai kolostor (Mănăstirea Vizantea)
- Gyógyvízforrások